# Leucopholis cretacea
Leucopholis cretacea är en skalbaggsart som beskrevs av Hermann Burmeister 1855. Leucopholis cretacea ingår i släktet Leucopholis och familjen Melolonthidae. Inga underarter finns listade i Catalogue of Life.